# Enzo Herrera
Enzo Gerardo Herrera Morales (Paysandú, Uruguay; 4 de febrero de 1992) es un futbolista uruguayo. Juega como delantero y su equipo actual es Deportivo Suchitepéquez de la Primera División de Guatemala.

## Trayectoria
Se inició jugando en Liverpool de Uruguay donde realizó su debut profesional, además de participar en la Copa Sudamericana 2012 en la cual tuvo la oportunidad de aparecer en dos ocasiones.
En agosto de 2013 fue prestado hasta el final de la temporada a Rentistas, club en el cual anotó 3 goles en 8 partidos jugados. Después regresó al Liverpool a inicios de la temporada 2014. Luego fue prestado al Almirante Brown de Argentina, obteniendo de esta manera su primera experiencia internacional, con el equipo argentino jugó 8 partidos y anotó un gol, estando hasta el mes de mayo de 2015. En junio del mismo año regresó a Liverpool.
En septiembre de 2015 llegó en condición libre al Canadian donde estuvo una etapa aceptable llegando a marcar 10 goles en 19 partidos jugados.
En la temporada 2016 jugó para Cerro Largo, mientras que en el 2017 pasó al Tanque Sisley y aunque jugó 26 partidos y anotó 3 goles, fue despedido del club.
En 2018 fue contratado seis meses por Central Español, sin embargo terminó jugando el resto del año en el Villa Teresa.
En 2019 obtiene su segunda experiencia internacional al ser fichado por Deportivo Malacateco de Guatemala para disputar el Torneo Clausura 2019, donde disputó un total de 38 partidos y marcó 14 goles, luego una emergencia familiar lo hizo rescindir su contrato con el equipo rojinegro para después regresar a Uruguay.
En 2020 es contratado por Atlético Porteño de la Serie B de Ecuador.

## Clubes
| Club                     | País      | Año           | PJ  | Goles |
| ------------------------ | --------- | ------------- | --- | ----- |
| Liverpool                | Uruguay   | 2011 - 2013   | 12  | 0     |
| Rentistas (cedido)       | Uruguay   | 2013 - 2014   | 8   | 3     |
| Liverpool                | Uruguay   | 2014          | 0   | 0     |
| Almirante Brown (cedido) | Argentina | 2014 - 2015   | 8   | 1     |
| Liverpool                | Uruguay   | 2015          | 0   | 0     |
| Canadian                 | Uruguay   | 2015 - 2016   | 19  | 10    |
| Cerro Largo              | Uruguay   | 2016          | 10  | 1     |
| El Tanque Sisley         | Uruguay   | 2017          | 26  | 3     |
| Central                  | Uruguay   | 2018          | 11  | 2     |
| Villa Teresa             | Uruguay   | 2018          | 8   | 2     |
| Malacateco               | Guatemala | 2019 - 2021   | 76  | 26    |
| Deportivo Guastatoya     | Guatemala | 2022-2023     | 17  | 3     |
| Catarina FC              | Guatemala | 2023          | -   | -     |
| Deportivo Suchitepéquez  | Guatemala | 2024-presente | 0   | 0     |
| Total                    | Total     | Total         | 185 | 45    |

### Participaciones internacionales
| Torneo                 | Club      | País    | Resultado |
| ---------------------- | --------- | ------- | --------- |
| Copa Sudamericana 2012 | Liverpool | Uruguay | ¿?        |

## Palmarés

### Campeonatos nacionales
| Título                               | Club                 | País      | Año           |
| ------------------------------------ | -------------------- | --------- | ------------- |
| Liga Nacional de Fútbol de Guatemala | Deportivo Malacateco | Guatemala | Apertura 2021 |